# UCI America Tour 2022
Die UCI America Tour 2022 ist die 18. Austragung einer Serie von Straßenradrennen auf dem amerikanischen Kontinent, die zwischen dem 16. Januar 2022 und dem 4. September 2022 stattfindet. Die UCI America Tour ist Teil der UCI Continental Circuits und liegt von ihrer Wertigkeit unterhalb der UCI ProSeries und der UCI WorldTour.
Die Rennserie umfasst 3 Eintagesrennen und 11 Etappenrennen, die in die UCI-Kategorien eingeteilt werden.

## Rennen
| Datum                   | Land | Rennen                       | Klasse | Sieger          | Team                                             |
| ----------------------- | ---- | ---------------------------- | ------ | --------------- | ------------------------------------------------ |
| 16. – 23. Januar 2022   | VEN  | Vuelta al Táchira            | 2.2    | Roniel Campos   | Deportivo Tachira                                |
| 9. – 13. Februar 2022   | ARG  | Vuelta del Porvenir San Luis | 2.2    | Nicolás Tivani  | Agrupación Virgen de Fátima-San Juan Biker Motos |
| 2. – 6. März 2022       | CHI  | Vuelta Ciclista de Chile     | 2.2    | Abgesagt        | Abgesagt                                         |
| 8. März 2022            | CHI  | Gran Premio de la Patagonia  | 2.1    | Abgesagt        | Abgesagt                                         |
| 11. – 20. März 2022     | CRI  | Vuelta Ciclista a Costa Rica | 2.2    | Abgesagt        | Abgesagt                                         |
| 8. – 17. April 2022     | URY  | Vuelta Ciclista del Uruguay  | 2.2    | Abgesagt        | Abgesagt                                         |
| 27. April – 1. Mai 2022 | USA  | Tour of the Gila             | 2.2    | Sean Gardner    | US-amerikanisches Nationalteam                   |
| 19. – 22. Mai 2022      | USA  | Joe Martin Stage Race        | 2.2    | Jonathan Clarke | Wildlife Generation Pro Cycling                  |
| 3. – 12. Juni 2022      | COL  | Vuelta a Colombia            | 2.2    | Fabio Arevalo   | Team Medellin - EPM                              |
| 15. – 19. Juni 2022     | CAN  | Tour de Beauce               | 2.2    | Abgesagt        | Abgesagt                                         |
| 8. Juli 2022            | USA  | Chrono Kristin Armstrong     | 1.2    | Abgesagt        | Abgesagt                                         |
| 10. Juli 2022           | CAN  | Delta Road Race              | 1.2    | Abgesagt        | Abgesagt                                         |
| 25. – 31. Juli 2022     | USA  | Tour of Utah                 | 2.Pro  | Abgesagt        | Abgesagt                                         |
| 27. – 31. Juli 2022     | VEN  | Vuelta Ciclista a Miranda    | 2.2    | Abgesagt        | Abgesagt                                         |
| 3. – 4. September 2022  | ATG  | Subway 3 - Stage Race        | 2.2    | Abgesagt        | Abgesagt                                         |
| 4. September 2022       | USA  | Maryland Cycling Classic     | 1.Pro  | Sep Vanmarcke   | Israel – Premier Tech                            |

## Gesamtwertung
| Platz | Fahrer          | Nation             | Team                  | Punkte |
| ----- | --------------- | ------------------ | --------------------- | ------ |
| 1.    | Sergio Higuita  | Kolumbien          | Bora-hansgrohe        | 1992   |
| 2.    | Daniel Martinez | Kolumbien          | Ineos Grenadiers      | 1945   |
| 3.    | Richard Carapaz | Ecuador            | Ineos Grenadiers      | 1856   |
| 4.    | Nairo Quintana  | Kolumbien          | Team Arkéa-Samsic     | 1335   |
| 5.    | Neilson Powless | Vereinigte Staaten | EF Education EasyPost | 1059   |

| Platz | Team                         | Nation             | Punkte |
| ----- | ---------------------------- | ------------------ | ------ |
| 1.    | Human Powered Health         | Vereinigte Staaten | 916    |
| 2.    | Panamá es Culturas y Valores | Panama             | 751    |
| 3.    | Team Medellin-EPM            | Kolumbien          | 484    |
| 4.    | Hagens Berman Axeon          | Vereinigte Staaten | 446    |
| 5.    | Team Banco Guayaquil Ecuador | Ecuador            | 404    |

| Platz | Nation             | Punkte |
| ----- | ------------------ | ------ |
| 1.    | Kolumbien          | 8390   |
| 2.    | Vereinigte Staaten | 3653   |
| 3.    | Ecuador            | 3342   |
| 4.    | Kanada             | 2337   |
| 5.    | Argentinien        | 1040   |